# 大戸平城
大戸平城（おおどひらじょう）は、群馬県東吾妻町大戸字平城（上野国吾妻郡）にあった日本の城。戦国時代の国衆・大戸浦野氏の居城。

## 歴史
戦国時代に大戸地区を治めていた大戸浦野氏の居城とされる。北東800m程の位置に手子丸城があり、この城も大戸浦野氏の城とされる。しかし手子丸城は一介の国衆が拠点とするには城郭規模が大きく、武田氏や後北条氏等の戦国大名によって築城された軍事拠点であるとの説がある。
大戸浦野氏は信濃国浦野荘に拠った滋野姓禰津氏系浦野氏の一族とされ、戦国期に大戸地区の国衆として存在が確認できる。箕輪長野氏や武田氏・後北条氏に従っていたが、天正12年（1584年）2月までに浦野真楽斎が上杉氏もしくは真田氏に離反し、後北条氏に攻められ没落したとされる。

## 立地・構造

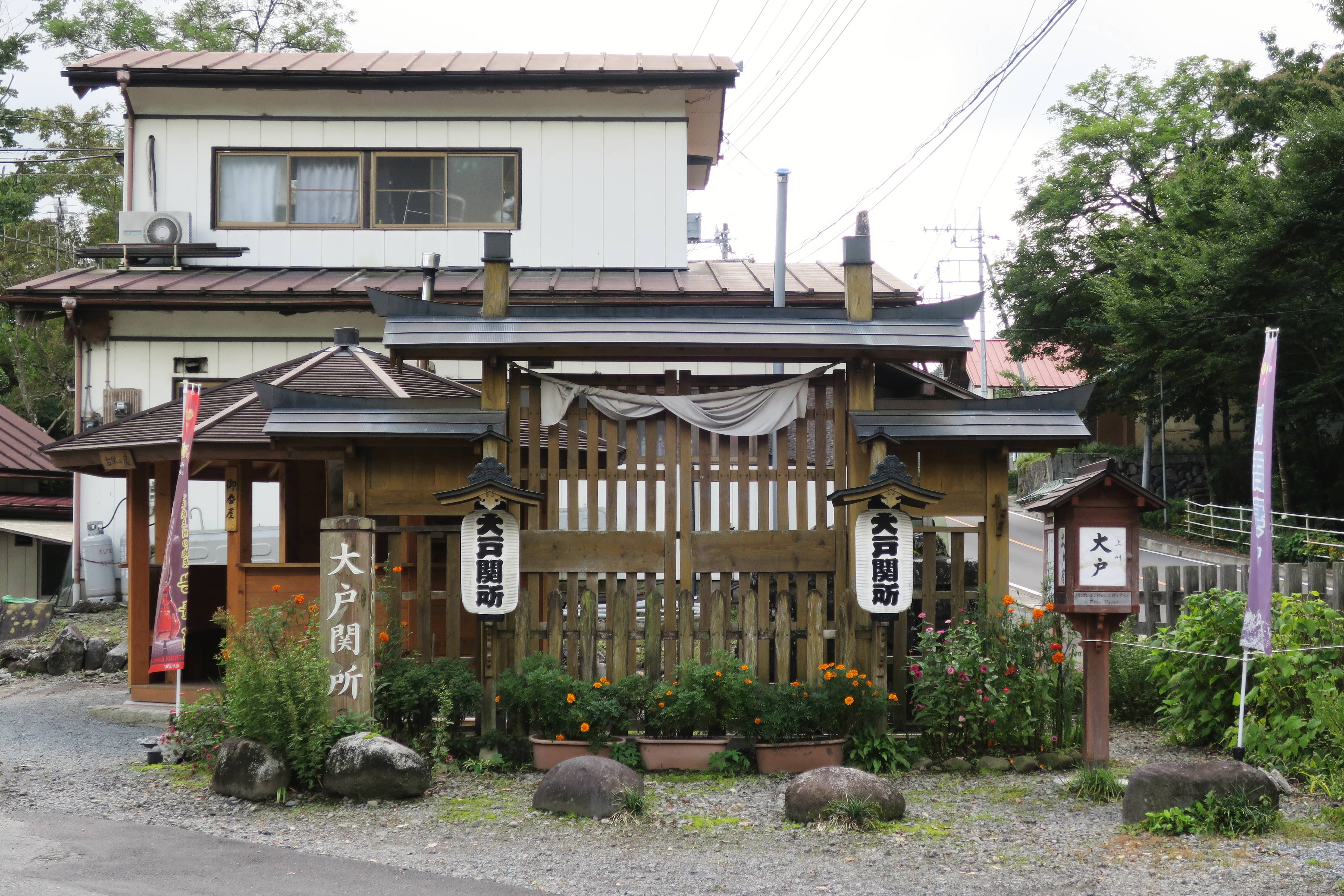
大戸関所跡

温川と見城川が合流する大戸地区の中心地に城郭が位置しており、草津街道や越後街道が分岐する交通の要衝にあった。付近には江戸時代に設置された大戸関所がある。
長方形の主郭を頂点とし、主郭の北側に二つの曲輪が連郭式に配置されている。主郭を含む三つの曲輪を囲むように帯曲輪が西側に一つ、東側に二つ存在するが、これらは往時は外縁部に土塁を配した横堀であり、耕作により削平されたのではないかと推測されている。二番目の曲輪の北東隅に大手口への道が存在する。
主郭の南側は堀が残存しており、堀の外側に方形の台地が存在する。堀の南側は僅かに西側に段差が存在するのみであり、この地が城域に含まれるかも怪しいという。